# Sister Sledge
A Sister Sledge egy amerikai diszkóegyüttes, amely 1972-től létezik. A csapatot négy lánytestvér alapította Philadelphiában. Rövid ideig a Sisters Sledge nevet használták. Az 1970-es évek közepén a diszkózene divatjának köszönhetően váltak ismertté, és a műfaj amerikai irányzatának – melyre az eurodisco dallamosságával szemben inkább a ritmusközpontúság jellemző –  egyik legnagyobb sztárjaivá váltak. Legismertebb slágereik: He's The Greatest Dancer; We Are Family; Lost In Music; All American Girls; Frankie. A We Are Family című daluk valóságos himnusznak számít az Amerikai Egyesült Államokban: a melegjogi mozgalmak aktivistái is magukénak érezték, a 2001. szeptember 11-i terrorista támadás után pedig az amerikai nép összetartozásának kifejezésére is felhasználták.

## A tagok
- Kim Sledge (1957. augusztus 21.)
- Debbie Sledge (1954. július 9.)
- Joni Sledge (1956. szeptember 13. – 2017 március 10.[2]
- Kathy Sledge (1959. január 6.)

## Karriertörténet
A Sledge nővérek Philadelphia nyugati részén születtek és nevelkedtek. Édesapjuk, Edwin Sledge híres táncos volt, az első afroamerikai művész, aki fellépett a Broadway-n. Édesanyjuk, Florence Williams színjátszással és tánccal foglalkozott. A szülők New Yorkban ismerkedtek meg. A Sledge lányok nagymamája, Viola Williams opera-énekesnő volt, aki megtanította az unokáit néhány alapvető hangképzési technikára. Számos későbbi színes bőrű popsztárhoz hasonlóan a Sledge nővérek is a helyi templomi kórusban kezdtek énekelni, és a nagymama iránti tiszteletből egy ideig a Mrs. Williams’ Grandchildren nevet használták. Charles Simmons fedezte fel a lányokat, akiknek Time Will Tell címmel jelent meg az első kislemezük a philadelphiai Money Back cégnél. 1972-ben átszerződtek az Atco lemeztársasághoz, ahol a Weathermen című kislemezük jelent meg. Az igazi áttörést a Mama Never Told Me című dal hozta meg számukra, mellyel a brit slágerlistára is felkerültek. Circle of Love című 1975-ös debütáló albumukról a Love Don’t You Go Through No Changes On Me volt az újabb sláger. Ám a sikeres indulás után a kvartett karrierje megfeneklett, újabb felvételeik nem keltettek különösebb figyelmet. Hogy nem tűntek el a süllyesztőben, az a népszerű diszkóegyüttes, a Chic két producerének, Nile Rodgersnek és Bernard Edwardsnak köszönhető, akik felkarolták a jól éneklő, jól mozgó lányokat. Együttműködésük az 1970-es évek végének olyan diszkó stílusú világslágereit eredményezte, mint a He’s the Greatest Dancer, a We Are Family és a Lost In Music. Az 1979-ben kiadott We Are Family című album a Sister Sledge pályafutásának legnépszerűbb nagylemeze lett. Az egy évvel későbbi LP, a Love Somebody Today két slágere a Got to Love Somebody és a Pretty Baby volt.
A diszkózene népszerűségének óriási visszaesését a Sister Sledge azzal próbálta átvészelni, hogy menedzsert váltottak, és Narada Michael Waldenhez szerződtek. Nála jelent meg az All American Girls című nagylemezük, melyről a címadó dal és a Next Time You’ll Konow is felkerült a slágerlistákra, ám egyik sem lett annyira népszerű, mint a Chic producereivel készített slágerek. A Sister Sledge csak akkor tudott ismét listavezető slágert produkálni, amikor visszatértek Nile Rodgershez. Igaz, a Frankie című dal 1985-ben nem az Egyesült Államokban, hanem Angliában lett listavezető 4 héten át. A következő kislemez, a Dancing on the Jagged Edge viszont nagy meglepetésre nem került be a brit Top 40-be. 1992-ben Kathy Sledge Heart címmel szólóalbumot készített, ezért az együttes egy ideig trióban lépett fel. Mivel Kathy szólópróbálkozása nem lett igazán sikeres, a lány visszatért az együttesbe, és négyesben folytatták tovább. 1997-ben új stúdióalbumot adtak ki African Eyes címmel, a következő évben pedig egy koncertlemezük került az üzletekbe. Az 1990-es évektől kezdve főleg régi slágereik felmelegített változataival, újabb és újabb remixekkel hallatnak magukról, és persze folyamatosan adnak ki a nevük alatt különféle válogatásokat is. 2003-ban Debbie és Joni két másik lánnyal együtt lépett fel PBS tévétársaság My Music: 70’s Soul Superstars című műsorában.
A Sister Sledge legnagyobb slágereit az eltelt évtizedek alatt többen feldolgozták, de arra is volt példa, hogy csupán hangmintákat vettek kölcsön tőlük. Az All the Man That I Need című slágerüket 1981-ben Linda Clifford, 10 évvel később Whitney Houston tűzte műsorára. Whitney változata az énekesnő 9. listavezető slágere lett. A We Are Family 1995-ben a Babes in Toyland, 1998-ban a Spice Girls, 2003-ban a Jump5, 2007-ben pedig Jordan Pruitt, a Groovestylerz és a Home Made Kazoku repertoárjába került be. A He’s the Greatest Dancert 2006-ban Dannii Minogue előadásában is megismerhette a közönség. Ugyanebből a Sister Sledge-dalból kölcsönzött hangmintákat Will Smith is a Gettin’ Jiggy wit It című 1998-as slágeréhez. Az említetteken kívül is születtek még feldolgozások a kvartett dalaira Magyarországon kevésbé ismert előadók jóvoltából.

## Diszkográfia

### Stúdióalbumok
| Év   | Album                             | Legmagasabb helyezés | Legmagasabb helyezés  | Legmagasabb helyezés | Legmagasabb helyezés | Legmagasabb helyezés | Legmagasabb helyezés | Legmagasabb helyezés | Legmagasabb helyezés | Legmagasabb helyezés | Díjak, helyezések         | Kiadó               |
| Év   | Album                             | Billboard Hot 100    | Top R&B/Hip-Hop Album | [ 4 ]                | [ 5 ]                | [ 6 ]                | [ 7 ]                | [ 8 ]                | [ 9 ]                | [ 10 ]               | Díjak, helyezések         | Kiadó               |
| ---- | --------------------------------- | -------------------- | --------------------- | -------------------- | -------------------- | -------------------- | -------------------- | -------------------- | -------------------- | -------------------- | ------------------------- | ------------------- |
| 1975 | Circle Of Love                    | —                    | 56                    | —                    | —                    | —                    | —                    | —                    | —                    | —                    |                           | Atco Records        |
| 1977 | Together                          | —                    | —                     | —                    | —                    | —                    | —                    | —                    | —                    | —                    |                           | Cotillion Records   |
| 1979 | We Are Family                     | 3                    | 1                     | 37                   | 4                    | 33                   | 45                   | —                    | —                    | 7                    | - US: Platina - UK: Arany | Cotillion Records   |
| 1980 | Love Somebody Today               | 31                   | 7                     | —                    | —                    | —                    | —                    | —                    | 23                   | —                    |                           | Cotillion Records   |
| 1981 | All American Girls                | 42                   | 13                    | —                    | —                    | 31                   | —                    | 31                   | 26                   | —                    |                           | Cotillion Records   |
| 1982 | The Sisters                       | 69                   | 17                    | —                    | —                    | —                    | —                    | —                    | —                    | —                    |                           | Cotillion Records   |
| 1983 | Bet Cha Say That To All The Girls | 169                  | 35                    | —                    | —                    | —                    | —                    | —                    | —                    | —                    |                           | Cotillion Records   |
| 1985 | When The Boys Meet The Girls      | —                    | 52                    | —                    | —                    | —                    | 34                   | —                    | 46                   | 19                   | - UK: Arany               | Atlantic Records    |
| 1997 | African Eyes                      | —                    | —                     | —                    | —                    | —                    | —                    | —                    | —                    | —                    |                           | Fahrenheit Records  |
| 2003 | Style                             | —                    | —                     | —                    | —                    | —                    | —                    | —                    | —                    | —                    |                           | Empowerment Records |

### Kislemezek
| Év   | Dal                                             | Legmagasabb helyezés | Legmagasabb helyezés | Legmagasabb helyezés | Legmagasabb helyezés          | Legmagasabb helyezés | Legmagasabb helyezés | Legmagasabb helyezés | Legmagasabb helyezés | Legmagasabb helyezés | Legmagasabb helyezés | Legmagasabb helyezés | Legmagasabb helyezés | Legmagasabb helyezés | Díjak, helyezések         |
| Év   | Dal                                             | Billboard Hot 100    | Hot R&B/Hip-Hop Song | Hot Dance Club Songs | Hot Adult Contemporary Tracks | [ 4 ]                | [ 14 ]               | [ 5 ]                | [ 15 ]               | [ 16 ]               | [ 6 ]                | [ 7 ]                | [ 17 ]               | [ 10 ]               | Díjak, helyezések         |
| ---- | ----------------------------------------------- | -------------------- | -------------------- | -------------------- | ----------------------------- | -------------------- | -------------------- | -------------------- | -------------------- | -------------------- | -------------------- | -------------------- | -------------------- | -------------------- | ------------------------- |
| 1971 | "Time Will Tell"                                | —                    | —                    | —                    | —                             | —                    | —                    | —                    | —                    | —                    | —                    | —                    | —                    | —                    |                           |
| 1973 | "The Weatherman"                                | —                    | —                    | —                    | —                             | —                    | —                    | —                    | —                    | —                    | —                    | —                    | —                    | —                    |                           |
| 1973 | "Mama Never Told Me"                            | —                    | —                    | —                    | —                             | —                    | —                    | —                    | —                    | —                    | —                    | —                    | —                    | 20                   |                           |
| 1974 | "Love Don’t You Go Through No Changes on Me"    | 92                   | 31                   | 5                    | —                             | —                    | —                    | —                    | —                    | —                    | —                    | —                    | —                    | —                    |                           |
| 1975 | "Pain Reliever"                                 | —                    | —                    | 7                    | —                             | —                    | —                    | —                    | —                    | —                    | —                    | —                    | —                    | —                    |                           |
| 1975 | "Circle of Love (Caught in the Middle)"         | —                    | —                    | —                    | —                             | —                    | —                    | —                    | —                    | —                    | —                    | —                    | —                    | —                    |                           |
| 1975 | "Love Has Found Me"                             | —                    | —                    | —                    | —                             | —                    | —                    | —                    | —                    | —                    | —                    | —                    | —                    | —                    |                           |
| 1976 | "Thank You For Today"                           | —                    | 78                   | —                    | —                             | —                    | —                    | —                    | —                    | —                    | —                    | —                    | —                    | —                    |                           |
| 1977 | "Cream Of The Crop"                             | —                    | 100                  | —                    | —                             | —                    | —                    | —                    | —                    | —                    | —                    | —                    | —                    | —                    |                           |
| 1977 | "Blockbuster Boy"                               | —                    | 61                   | —                    | —                             | —                    | —                    | —                    | —                    | —                    | —                    | —                    | —                    | —                    |                           |
| 1977 | "Baby, It’s The Rain"                           | —                    | —                    | —                    | —                             | —                    | —                    | —                    | —                    | —                    | —                    | —                    | —                    | —                    |                           |
| 1978 | "I’ve Seen Better Days"                         | —                    | —                    | —                    | —                             | —                    | —                    | —                    | —                    | —                    | —                    | —                    | —                    | —                    |                           |
| 1978 | "When You Wish Upon A Star" (feat.) Montana)    | —                    | —                    | —                    | —                             | —                    | —                    | —                    | —                    | —                    | —                    | —                    | —                    | —                    |                           |
| 1979 | "He’s The Greatest Dancer"                      | 9                    | 1                    | 1                    | —                             | 22                   | 19                   | 6                    | —                    | 20                   | 18                   | 17                   | —                    | 6                    |                           |
| 1979 | "We Are Family"                                 | 2                    | 1                    | 1                    | 30                            | 19                   | 20                   | 1                    | 26                   | 20                   | 16                   | 6                    | —                    | 8                    | - US: Platina - UK: Arany |
| 1979 | "Lost In Music"                                 | —                    | 35                   | 1                    | —                             | —                    | 8                    | —                    | —                    | 30                   | 12                   | —                    | —                    | 17                   |                           |
| 1979 | "Got To Love Somebody"                          | 64                   | 6                    | 34                   | —                             | —                    | 20                   | —                    | —                    | —                    | 31                   | —                    | —                    | 34                   |                           |
| 1980 | "Reach Your Peak"                               | 101                  | 21                   | 34                   | —                             | —                    | —                    | —                    | —                    | —                    | —                    | —                    | —                    | —                    |                           |
| 1980 | "Let’s Go On Vacation"                          | —                    | 63                   | —                    | —                             | —                    | —                    | —                    | —                    | —                    | —                    | —                    | —                    | —                    |                           |
| 1980 | "Easy Street"                                   | —                    | —                    | —                    | —                             | —                    | —                    | —                    | —                    | —                    | —                    | —                    | —                    | —                    |                           |
| 1981 | "All American Girls"                            | 79                   | 3                    | 6                    | —                             | —                    | 3                    | —                    | 27                   | —                    | 8                    | —                    | —                    | 41                   |                           |
| 1981 | "Next Time You’ll Know"                         | 82                   | 28                   | —                    | —                             | —                    | —                    | —                    | —                    | —                    | —                    | —                    | —                    | —                    |                           |
| 1981 | "If You Really Want Me"                         | —                    | —                    | —                    | —                             | —                    | —                    | —                    | —                    | —                    | —                    | —                    | —                    | —                    |                           |
| 1981 | "He’s Just A Runaway (A Tribute To Bob Marley)" | —                    | 32                   | —                    | —                             | —                    | 9                    | —                    | —                    | —                    | 9                    | —                    | —                    | —                    |                           |
| 1982 | "My Guy"                                        | 23                   | 14                   | —                    | 2                             | 50                   | 24                   | —                    | —                    | —                    | —                    | 5                    | —                    | —                    |                           |
| 1982 | "All The Man That I Need"                       | —                    | 45                   | —                    | —                             | —                    | —                    | —                    | —                    | —                    | —                    | —                    | —                    | —                    |                           |
| 1983 | "B.Y.O.B. (Bring Your Own Baby)"                | —                    | 22                   | —                    | —                             | —                    | —                    | —                    | —                    | —                    | —                    | —                    | —                    | —                    |                           |
| 1983 | "Gotta Get Back To Love"                        | —                    | 56                   | —                    | —                             | —                    | —                    | —                    | —                    | —                    | —                    | —                    | —                    | —                    |                           |
| 1983 | "Thank You For The Party"                       | —                    | —                    | —                    | —                             | —                    | 27                   | —                    | —                    | —                    | —                    | —                    | —                    | —                    |                           |
| 1984 | "Thinking Of You"                               | —                    | —                    | —                    | —                             | —                    | —                    | —                    | —                    | 20                   | —                    | —                    | —                    | 11                   |                           |
| 1984 | "Lost In Music 1984 Remix"                      | —                    | —                    | —                    | —                             | —                    | —                    | —                    | 18                   | 6                    | 4                    | —                    | —                    | 4                    | - UK: Ezüst               |
| 1984 | "We Are Family 1984 Remix"                      | —                    | —                    | —                    | —                             | —                    | —                    | —                    | —                    | 27                   | 25                   | —                    | —                    | 33                   |                           |
| 1985 | "Frankie"                                       | 75                   | 32                   | —                    | 15                            | 10                   | 2                    | —                    | 13                   | 1                    | 10                   | 3                    | 14                   | 1                    | - UK: Arany               |
| 1985 | "Dancing On The Jagged Edge"                    | —                    | 71                   | —                    | —                             | —                    | —                    | —                    | —                    | 22                   | —                    | —                    | —                    | 50                   |                           |
| 1985 | "You’re Fine"                                   | —                    | —                    | —                    | —                             | —                    | —                    | —                    | —                    | —                    | —                    | —                    | —                    | —                    |                           |
| 1986 | "When The Boys Meet The Girls"                  | —                    | —                    | —                    | —                             | —                    | —                    | —                    | —                    | —                    | —                    | —                    | —                    | 89                   |                           |
| 1986 | "Here To Stay"                                  | —                    | —                    | —                    | —                             | —                    | —                    | —                    | —                    | —                    | —                    | —                    | —                    | 78                   |                           |
| 1993 | "We Are Family ’93 Remix"                       | —                    | —                    | 31                   | —                             | —                    | —                    | —                    | —                    | 6                    | —                    | —                    | —                    | 5                    |                           |
| 1993 | "Lost In Music 1993"                            | —                    | —                    | —                    | —                             | —                    | —                    | —                    | —                    | 10                   | —                    | —                    | —                    | 14                   |                           |
| 1993 | "Thinking Of You ’93 Remix"                     | —                    | —                    | —                    | —                             | —                    | —                    | —                    | —                    | 21                   | —                    | —                    | —                    | 17                   |                           |
| 2002 | "Lost in Music (Wackside Tweaker Mix)"          | —                    | —                    | —                    | —                             | —                    | —                    | —                    | 56                   | —                    | —                    | —                    | —                    | —                    |                           |

### Válogatás albumok
| Év   | Album                                                  | Legmagaabb helyezés | Legmagaabb helyezés | Díjak, helyezések | Kiadó               |
| Év   | Album                                                  | [ 6 ]               | [ 10 ]              | Díjak, helyezések | Kiadó               |
| ---- | ------------------------------------------------------ | ------------------- | ------------------- | ----------------- | ------------------- |
| 1987 | Freak Out: The Greatest Hits of Chic and Sister Sledge | —                   | 72                  |                   | WEA Int'l           |
| 1992 | And Now…Sledge…Again                                   | 73                  | —                   |                   | Arcade Records      |
| 1993 | The Very Best of Sister Sledge (1973–1993)             | —                   | 19                  | - UK: Arany       | Rhino Entertainment |
| 1999 | The Very Best Of Chic & Sister Sledge                  | -                   | —                   |                   | WEA Int'l           |
| 2002 | The Essentials                                         | -                   | —                   |                   | Rhino Entertainment |
| 2005 | Good Times: The Very Best of the Hits & the Remixes    | -                   | —                   |                   | WEA Int'l           |
| 2006 | The Definitive Groove Collection                       | -                   | —                   |                   | Rhino Entertainment |

### Weboldalak
- Hivatalos honlap
- Angol nyelvű pályakép
- Sister Sledge-dalszövegek Archiválva 2008. július 2-i dátummal a Wayback Machine-ben

### Videók
- He’s the Greatest Dancer
- We Are Family
- Lost In Music
- All American Girls
- Frankie